# Izis
Izis, bürgerlich Israëlis Bidermanas (* 17. Januar 1911 in Marijampolė, Litauen; † 16. Mai 1980 in Paris), war ein litauisch-französischer Fotograf.

## Leben und Werk
Bereits als Junge begeisterte sich Israëlis Bidermanas, genannt „Izis“, für Malerei und Fotografie. Mit 13 Jahren verließ er die hebräische Schule und begann, nur mit einem Fotoapparat und wenigen Habseligkeiten ausgestattet, verschiedene Länder zu bereisen. Auf der Flucht vor dem Antisemitismus kam er schließlich 1930 ohne Ausweispapiere, Geld oder Kenntnisse der französischen Sprache in Paris an. Dort arbeitete er zunächst in einem traditionellen Fotostudio. 1933 eröffnete er ein eigenes, recht erfolgreiches Atelier im Arbeiterviertel des 13. Arrondissements, welches er bis zur Besetzung von Paris durch die Wehrmacht betrieb. Während des Zweiten Weltkrieges flüchtete er nach Ambazac, einem kleinen Ort in der Nähe von Limoges, wo er in deutsche Gefangenschaft geriet. Mit der Befreiung von Limoges 1944 durch die Résistance schloss er sich als Fotograf und Widerstandskämpfer den Maquis um Colonel Georges Guingouin an. Nach dem Krieg kehrte Izis nach Paris zurück, wo er als freier Journalist für Regards, einer Wochenzeitung der Kommunistischen Partei, arbeitete und sich mit Künstlern, Malern und Literaten seiner Zeit anfreundete.
Besonders mit Marc Chagall und Jacques Prévert verband ihn eine enge Freundschaft. Prévert steuerte viele Texte zu Izis’ Fotobüchern bei. 1946 hatte Izis seine erste Einzelausstellung. Von 1949 an arbeitete er als Pressefotograf für die im selben Jahr gegründete Paris Match, für die er 20 Jahre lang zahlreiche Bildreportagen machte, so beispielsweise von der jungen Grace Kelly, die gerade in Frankreich angekommen war, oder von Arman, Jean Cocteau, Colette, Gina Lollobrigida, Roland Petit, Édith Piaf, Orson Welles und vielen anderen Personen des damaligen Zeitgeschehens. 
1950 veröffentlichte er sein erstes Buch, Paris des Rêves (Paris der Träume), zunächst noch unter dem Namen Izis Bidermanas. Der Band mit Beiträgen von Paul Éluard, Blaise Cendrars, Jean Cocteau oder Jacques Audiberti erwies sich als Verkaufserfolg mit 15 Auflagen. Dieser Erfolg ermutigte den Verleger Albert Mermoud über Paris ein weiteres Album, Grand Bal du printemps (1951), in Auftrag zu geben. 1952 folgten Stadtszenen aus dem wiedererwachten London der Nachkriegszeit. 1952–54 fand sein fotografischer Reisebericht aus Israel, der den Optimismus des neu gegründeten Staates widerspiegelt, und zu dem der Politiker und Intellektuelle André Malraux die Texte und Marc Chagall das Titelbild beitrug, große Beachtung. Er erschien 1955 unter dem Titel Israël. Bekannt wurden auch seine Fotostrecke von der Kasbah in Algier (1953) und sein in Zusammenarbeit mit der Schriftstellerin Colette entstandener Band Paradis terrestre von 1953.
Als Fotograf war Izis ein Einzelgänger, der dem Poetischen Realismus verbunden war und der sich abseits der damals populären Pariser Fotografenvereinigung Groupe des XV aufhielt, weshalb er wahrscheinlich weniger Bekanntheit erlangte als seine Zeitgenossen Boubat, Brassaï, Robert Doisneau oder Willy Ronis. Am bekanntesten sind Izis’ Schwarzweißfotografien von Jahrmärkten, Zirkussen und öffentlichen Plätzen des Paris der 1950er Jahre, die eine surreale poetische Melancholie ausstrahlen. Jacques Prévert bezeichnete Izis als „staunenden Passanten.“ Der Fotograf selbst bemerkte dazu: „Die Menschen, die ich fotografiere, nehmen mich gar nicht wahr, weil sie in der Regel vollkommen in ihre innere Welt, ihre Träume versunken sind.“ Für seine Sujets suchte er bevorzugt Menschen in ärmeren Stadtvierteln, die, wie er sagte, „unverkennbar vom Leben gezeichnet sind.“

## Fotografien
(Auswahl externer Weblinks)
- 1949: Jacques Prévert, Paris,
- 1950: Impasse Traînée, Paris, IzisImpasseTrainee1950.jpg (Memento vom 11. Juli 2007 im Internet Archive)
- 1959: Cracheur de feu (Feuerspucker), Paris,
- 1959: Parade pour la femme-crocodile., Paris,
- 1978: Les Amoureux du quai d’Orléans, Paris.

## Ausstellungen
- Izis à travers les archives photographiques de Paris Match. 1949–1969, Musée de la Photographie, Charleroi (bis 2008)
- Paris des Rêves, Hôtel de Ville, 20. Januar bis 29. Mai 2010

## Bibliografie
- Paris des Rêves. La Guilde du livre, Lausanne 1950. 
  - Paris der Träume. Desch, München 1958
- Grand Bal du printemps. Mit Jacques Prévert, La Guilde du livre, Lausanne 1951. 
  - Wenn es Frühling wird in Paris, 1958.
- Charmes de Londres. Mit Jacques Prévert, La Guilde du livre, Lausanne 1952.
- Paradis terrestre. Mit Colette, La Guilde du livre, Lausanne 1953.
- Israël. Zusammen mit André Malraux, Illustration von Marc Chagall und Nicolas Lazar, La Guilde du livre, Lausanne 1955.
  - Marc Chagalls Welt. Belser, Stuttgart 1968.
  - Izis: Captive Dreams – Photographs, 1944–80. Vorwort von Marie de Thézy, Thames & Hudson, ISBN 0-500-54185-X (englisch)